# 韦尔巴尼亚
韦尔巴尼亚（義大利語：Verbania），是意大利韦尔巴诺-库西亚-奥索拉省的一个市镇。总面积37.49平方公里，人口29931人，人口密度798.37人/平方公里（2023年）。ISTAT代码为103072。

## 友好城市
- 法國 佩阿日堡